# Plakina corticolopha
Plakina corticolopha är en svampdjursart som beskrevs av Claude Lévi 1983. Plakina corticolopha ingår i släktet Plakina och familjen Plakinidae.
Artens utbredningsområde är havet kring Nya Kaledonien. Inga underarter finns listade i Catalogue of Life.